# Lambdina canitiaria
Lambdina canitiaria là một loài bướm đêm trong họ Geometridae.